# Hagenburg
Hagenburg est une municipalité allemande du land de Basse-Saxe et de l’arrondissement de Schaumbourg.

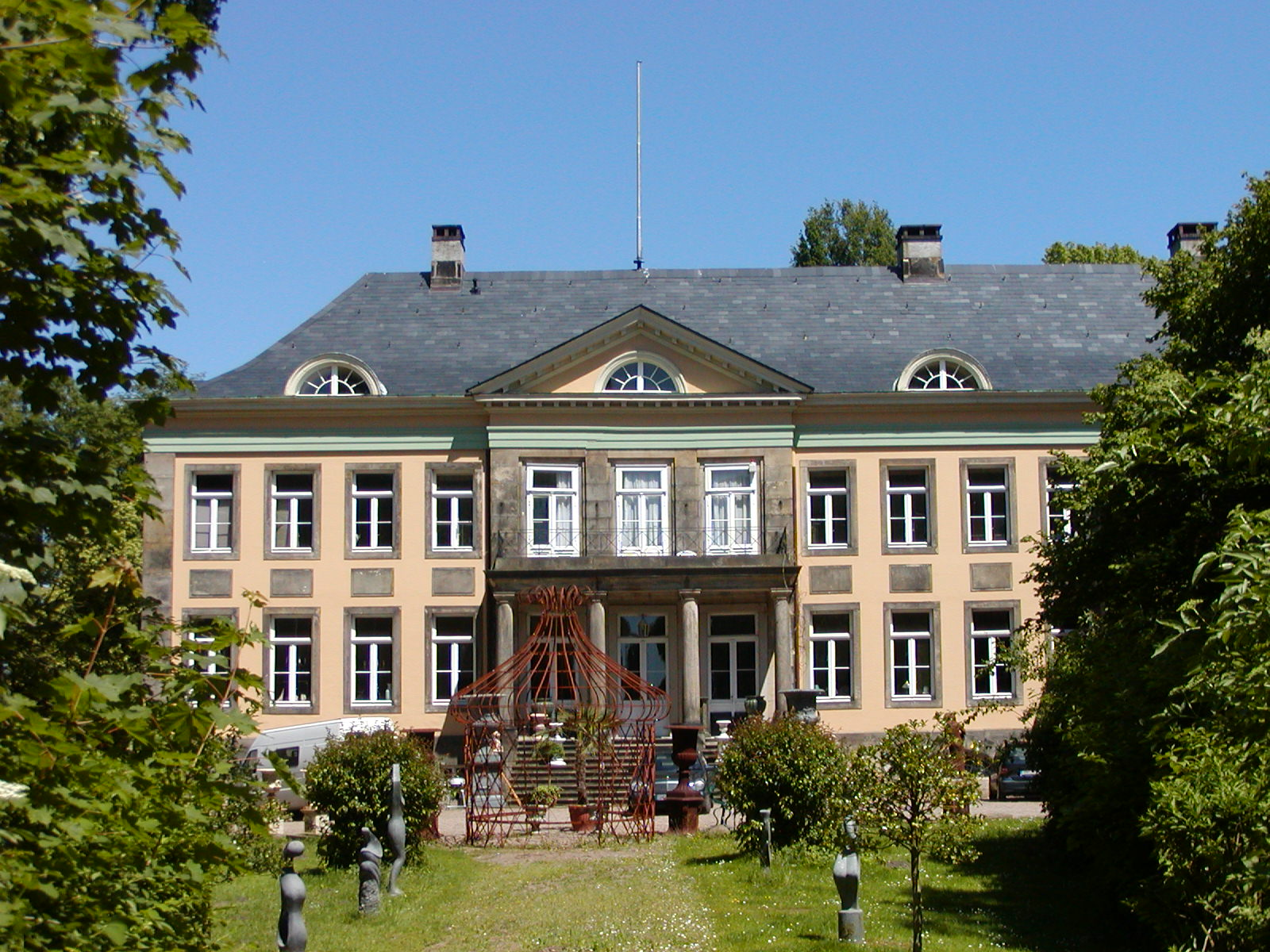
Le château de Hagenburg en 2006.